# 成自高速鉄道
成自高速鉄道 (せいじこうそくてつどう、中文表記: 成自高速铁路) とは中国四川省の成都市と自貢市を結ぶ全長175 kmの高速鉄道。

## 概要
中国の中長期鉄道網計画「八縦八横高速鉄道網」における京昆通道（北京～昆明）の一部を構成する路線である。新しく開港する成都天府国際空港への成都市および周辺都市からのアクセス路線ともなる。天府空港駅には資陽市からのアクセス支線も整備して成渝旅客専用線と接続し、自貢東駅では川南都市間鉄道と接続し、内江市・瀘州市・宜賓市と連絡する。

## 歴史
- 2019年3月、着工。